# Cheironitis furcifer
Cheironitis furcifer es una especie de coleóptero de la familia Scarabaeidae.

## Distribución geográfica
Habita en el paleártico: Europa mediterránea, Asia mediterránea y el norte de África.